# Dörfles (Gemeinde Weikendorf)
Dörfles ist eine Ortschaft und eine Katastralgemeinde der Marktgemeinde Weikendorf im Bezirk Gänserndorf in Niederösterreich. Die Ortschaft hat 246 Einwohner (Stand 1. Jänner 2024). Bis Ende 1970 war Dörfles eine eigenständige Gemeinde.

## Geografie
Das Dorf liegt nordwestlich von Weikendorf am Feilbach. Durch den Ort führt die Landesstraße L3005 in im Süden befindet sich die Nordbahn mit der Haltestelle  	Weikendorf-Dörfles.

## Geschichte
Im Jahr 1822 wurde der Ort als Dorf mit 18 Häusern genannt, das nach Weikendorf eingepfarrt war, wohin auch die Kinder eingeschult wurden. Die Herrschaft Schönkirchen besaß die Ortsobrigkeit und besorgte die Konskription. Die Landgerichtsbarkeit wurde von der Herrschaft Marchegg ausgeübt. Die Untertanen und Grundholde des Ortes gehörten den Herrschaften Schönkirchen, Weikendorf und Roggendorf.
Laut Adressbuch von Österreich waren im Jahr 1938 in der Ortsgemeinde Dörfles eine Gastwirtschaft, zwei Gemischtwarenhändler, ein Schmied und einige Landwirte ansässig.
Mit 1. Jänner 1971 wurde im Zuge der Niederösterreichischen Kommunalstrukturverbesserung die bis dahin selbständige Gemeinde Dörfles gemeinsam mit Stripfing und Tallesbrunn nach Weikendorf eingemeindet.